# Prasklice
Prasklice (in tedesco Prasklitz) è un comune della Repubblica Ceca facente parte del distretto di Kroměříž, nella regione di Zlín.